# Rubus immodicus
Rubus immodicus är en rosväxtart som beskrevs av A. Schumacher och Heinrich E. Weber. Rubus immodicus ingår i släktet rubusar, och familjen rosväxter. Inga underarter finns listade i Catalogue of Life.